# El honor del samurái
El honor del samurái es la primera obra literaria hecha por el escritor Takashi Matsuoka. Está ambientada en el Japón aún feudal de 1861. En ella, Okumichi Genji, el joven "daimyo" o señor feudal de la provincia de Akaoka, conoce a un trío de misioneros cristianos que viajan a tierras orientales, Zephaniah Cromwell, Matthew Stark y Emily Gibson. Es con esta última principalmente con la que el destino de Genji se verá entrelazado de una manera muy especial, dando paso a relatar la historia de Genji paralelamente a la historia del Japón de la época, en el que la apertura de puertos daría paso a un cambio completo e irremediable de la forma de vida en el país. Esta novela ha sido ampliamente aclamada por su exactitud cultural e histórica, fruto del amplio conocimiento de su autor del Japón de esa época.[cita requerida] Su fecha de publicación original fue 2002, pero la edición española data de febrero del 2006.